# Samuel Sewall
Samuel Sewall (Hampshire, 28 de março de 1652 - Boston, 1 de janeiro de 1730) foi um juiz e comerciantes de Massachusetts, mais conhecido por seu envolvimento no julgamento das bruxas de Salém e por seu Diário, que dá informações sobre a vida dos puritanos da Nova Inglaterra.

## Vida
Frequentou a Universidade de Harvard (formado em 1671) e iniciou a carreira pública em 1679, quando se fez um "liberto" - proprietário fundiário com direito de participar no governo. Foi gestor da imprensa colonial (1681–1684), membro do conselho (1684–1725) e chefe de justiça da corte superior (1718–1728). Também foi comissário da Sociedade para a Propagação do Evangelho na Nova Inglaterra, superintendente da Universidade de Harvard e capitão da Antiga e Honorável Campanha de Artilharia. Em 1692, foi nomeado pelo governador William Phips como um dos comissários especiais nomeados para julgar em Salém, onde 19 pessoas foram condenadas à morte. Sewall foi o único a admitir o erro dessas decisões, permanecendo em silêncio na Igreja de Old South de Boston em 1697, enquanto sua confissão de erro e culpa era lida em voz alta.

## Publicações
Trabalhos escritos por Sewall incluem:
- The Revolution in New England Justified, 1691
- Phaenomena quaedam Apolyptica, 1697 texto online (versão PDF)
- The Selling of Joseph, 1700
- Proposals Touching the Accomplishment of Prophecies, 1713
- Diary of Samuel Sewall, 1674–1729. Editado por M. Halsey Thomas em dois volumes, Farrar, Straus and Giroux, Nova York, 1973.
- Talitha Cumi, or Damsel, Arise, 1725. Reimpresso em Eve LaPlante, Salem Witch Judge, ' 2007, 2008.